# Reuil-sur-Brêche

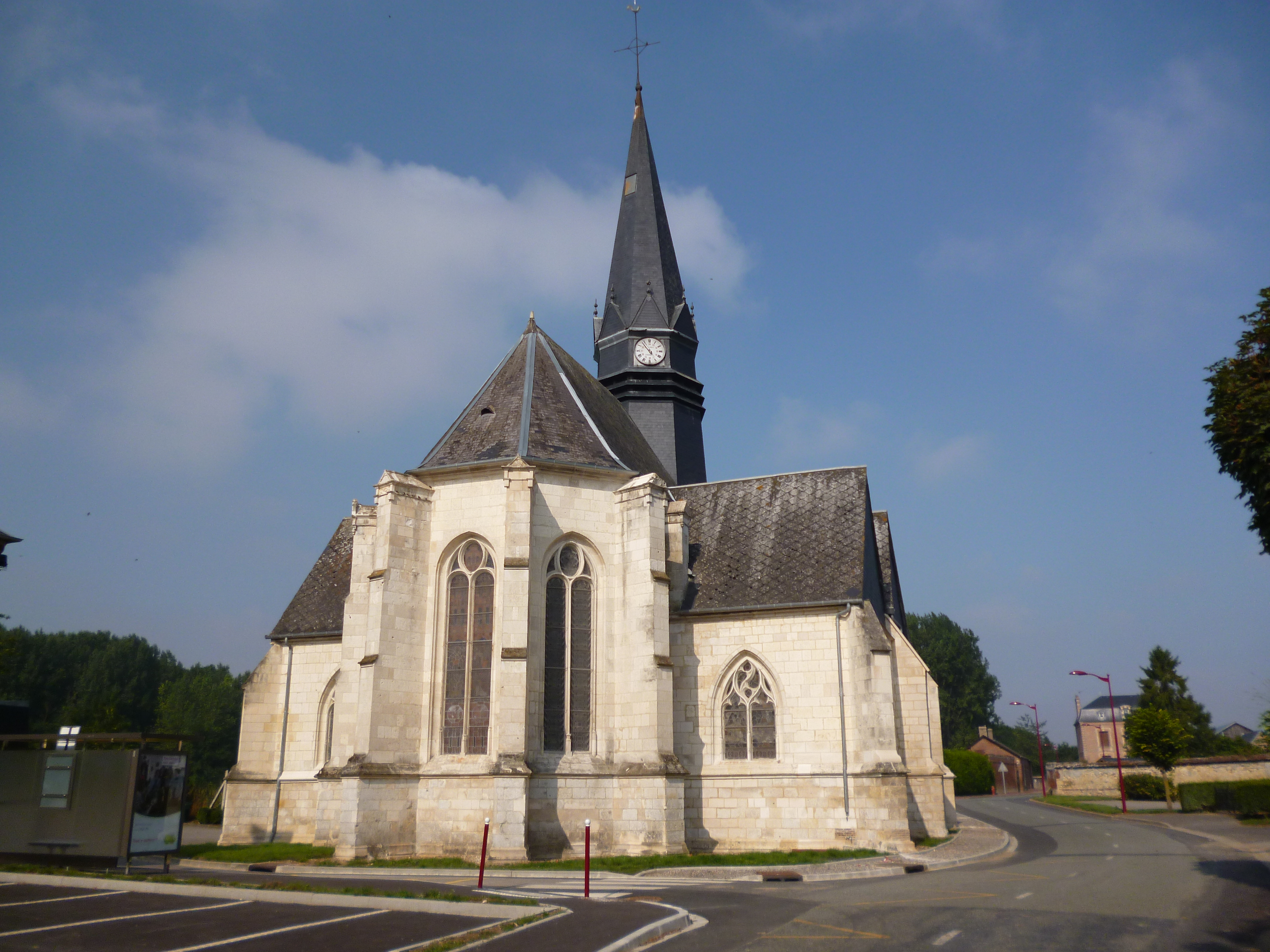

Reuil-sur-Brêche is een gemeente in het Franse departement Oise (regio Hauts-de-France) en telt 206 inwoners (1999). De plaats maakt deel uit van het arrondissement Clermont.

## Geografie
De oppervlakte van Reuil-sur-Brêche bedraagt 12,3 km², de bevolkingsdichtheid is 16,7 inwoners per km².
De onderstaande kaart toont de ligging van Reuil-sur-Brêche met de belangrijkste infrastructuur en aangrenzende gemeenten.

## Demografie
Onderstaande figuur toont het verloop van het inwonertal (bron: INSEE-tellingen).